# Richard Mudge
Œuvres principales
Six concertos in seven parts
Richard Mudge, né en 1718 à Bideford et mort en avril 1763 à Bedworth, est un clerc et compositeur britannique baroque.

## Biographie
Richard Mudge fut d'abord vicaire au service privé de Lord Aylesford, avant d'entrer en 1741 au service des paroisses des villages de Great Packington et Little Packington. De 1745 à 1757, il fut recteur à Little Packington, en même temps que prêtre à Saint Barthélémy et Saint Martin à Birmingham. Lord Guernsey lui permit à partir de 1756 de mener une vie indépendante à Bedworth où il vécut jusqu'à sa mort en 1763.

## Œuvre
Richard Mudge est l'auteur d'un ensemble de six concertos pour cordes qui furent créés à Londres en 1749. Cinq d'entre eux sont écrits pour deux violons soli et orchestre à cordes. Le premier concerto inclut également une trompette dans l'ensemble. Les concertos pour cordes sont tous écrits selon un schéma d'enchaînement de mouvements lent-rapide-lent-rapide. Dans l'ensemble de l'œuvre, on retrouve l'influence de Georg Friedrich Händel et Francesco Geminiani. On retrouve d'ailleurs dans les concertos de Mudge le Nun Nobis Domine de ce dernier.
C'est seulement dans les années 1990 que furent découverts deux classeurs contenant des manuscrits de Mudge.
La première de ses œuvres à être enregistrée fut son concerto pour trompette, interprété par Maurice André en 1957, alors que Gerald Finzi avait déjà prévu l'enregistrement d'une partie des concertos (1, 4 et 6). Un extrait du fac-similé de tous les concertos est paru en 1993 dans la revue King's Music.